# Енбун
Енбун (延文) је јапанска ера (ненко) Северног двора током првог раздобља Муромачи периода, познатог још и као Нанбокучо период. Настала је после Буна и пре Коан ере. Временски је трајала од марта 1356. до марта 1361. године. Владајући монарх у Кјоту био је цар Го Когон а у Јужном двору у Јошину Го Мураками.
У исто време на југу текла је ера Шохеи (1346–1370).

## Важнији догађаји Енбун ере
- 1356. (Енбун 1, седми месец): Минамото но Мичисуке је унапређен у „наидаиџина“.[3]
- 1356. (Енбун 1, седми месец): Ашикага Јошинори је уздигнут на други ранк треће класе у дворској хијерархији.[3]
- 1357. (Енбун 2, други месец): Цар Го Мураками који је 1352. заробио бившег цара Когона, Комјоа и Сука, пушта их на слободу и дозвољава им да се из Јошина врате за Кјото.[3]
- 1358. (Енбун 3): Смрт шогуна Ашикаге Такауџија.[4] Нови шогун Ашикага Јошиакира суочава се са напуштањем и отпадништвом у шогунату.[5]